# Pellicule photographique
Les pellicules utilisées par le cinéma et la photo sont assez proches ; cet article ne traite toutefois que de celles destinées à réaliser des photographies.
Pour les pellicules utilisées par le cinéma, voir film (cinéma) et film (métrage)

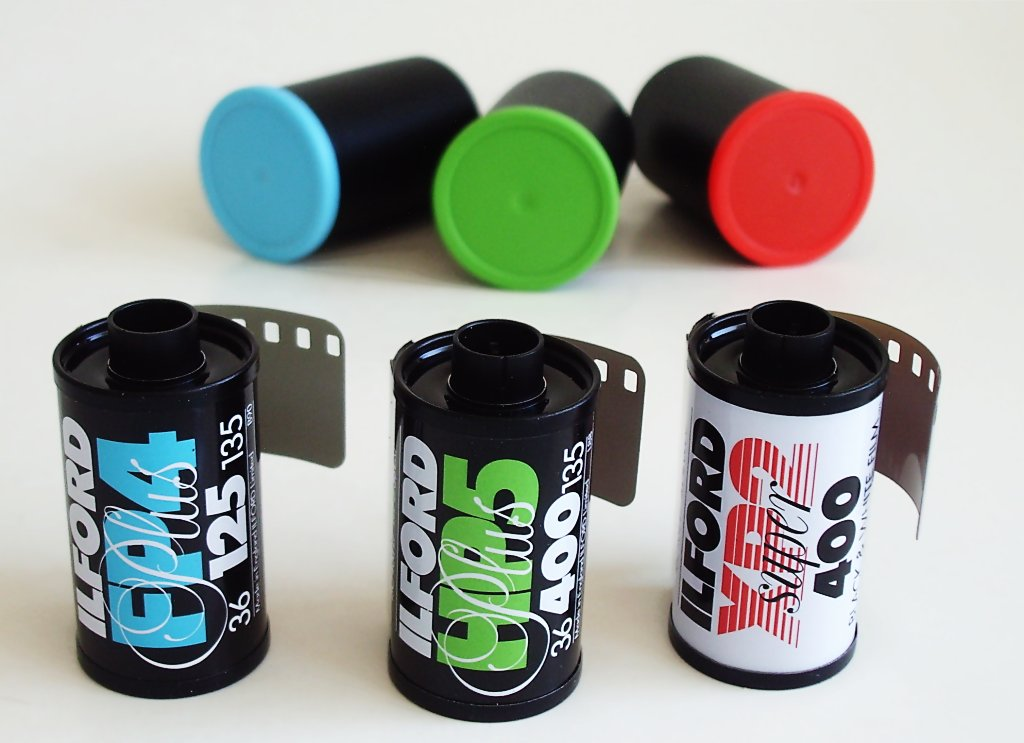
Trois cartouches 135 avec leurs boîtes.

Une pellicule photographique (ou film) est un support souple recouvert d'une émulsion contenant des composés sensibles à la lumière, généralement à base d'halogénures d'argent. Leur configuration (taille et forme des cristaux notamment) détermine les caractéristiques du film comme la sensibilité et la définition.
Lorsque l'émulsion est soumise à une exposition à la lumière dans un appareil photographique, il se forme une image latente, invisible. Il faut pour obtenir une image visible procéder au développement, un procédé chimique en plusieurs phases.

## Histoire
Avant l'invention du film souple recouvert d'une émulsion photosensible, les photographies étaient impressionnées sur des supports en verre fin, les plaques, que l'on installait à l'aide d'un châssis à l'arrière des chambres photographiques.
Le film souple transparent est inventé en 1888 par l'Américain John Carbutt et commercialisé en 1889 par l'industriel américain George Eastman — le futur fondateur de Kodak — sous la forme de rouleaux de 70 mm de large. C'est un support constitué de nitrate de cellulose, très dangereux car hautement inflammable, voire explosif et, en tout cas, instable et se décomposant en dépit de toutes les précautions de conservation. Celui-ci, appelé, « film flamme », présidera à la production cinématographique jusque dans les années 1950. En 1938, apparaît le film dit « de sûreté », ou « film non-flamme » (safety film en acétate de cellulose mais se dégradant dans le temps malgré toutes les précautions de conservation par le « syndrome du vinaigre » (dégradation de l'acétate en acide acétique)) à combustion lente.
Le film souple de John Carbutt permet au cinéma de sortir de sa préhistoire (pré-cinéma) avec les premiers films tournés en 1891 par le premier réalisateur du cinéma, le franco-britannique William Kennedy Laurie Dickson pour Thomas Edison, d'abord au format de 19 mm de large avec une seule rangée de perforations en bas des photogrammes plus hauts que larges et un défilement horizontal, puis au format de 35 mm de large (rouleaux Eastman de 70 mm coupés en deux longitudinalement) avec une, puis deux rangées de perforations sur ses bords et un défilement vertical avec des images cette fois plus larges que hautes. Les adeptes de la chronophotographie, comme Étienne-Jules Marey ou Eadweard Muybridge, ont tout de suite adopté le film souple pour équiper leurs appareils portables, mais la plaque de verre restera longtemps liée à la photographie d'art et notamment au portrait.
George Eastman visait le grand public et produisit la première pellicule photo souple pour un boîtier simple, la Kodak « 100 vues ». Il la perfectionna vers 1900 pour permettre le chargement au jour et l'introduction dans le Brownie no 1 qui allait populariser la photographie. Le film souple se déclinera en format 120, à partir de 1901 pour le Brownie no 2, puis en 220 (double longueur, en 1965), etc.
Le format 35 mm donnera la cartouche 135, un conditionnement commercialisé par Kodak à partir de 1934 permettant le chargement et la manipulation du rouleau en plein jour.

## La pellicule

### Le support
Le support doit être résistant et souple à la fois, avec un faible coefficient d'élongation, une bonne résistance au vieillissement et une parfaite compatibilité avec l'émulsion.
Il reçoit, avant l'émulsion proprement dite une couche « anti-halo » qui évite une réflexion de la lumière lors de la prise de vue. Une fois l'émulsion déposée, une couche anti-rayures protège le tout.
Les pellicules actuelles ont un support de triacétate de cellulose pour les films en rouleaux ou en polyester pour les plans-films, épais d'environ 0,1 mm.

### Les cartouches et bobines

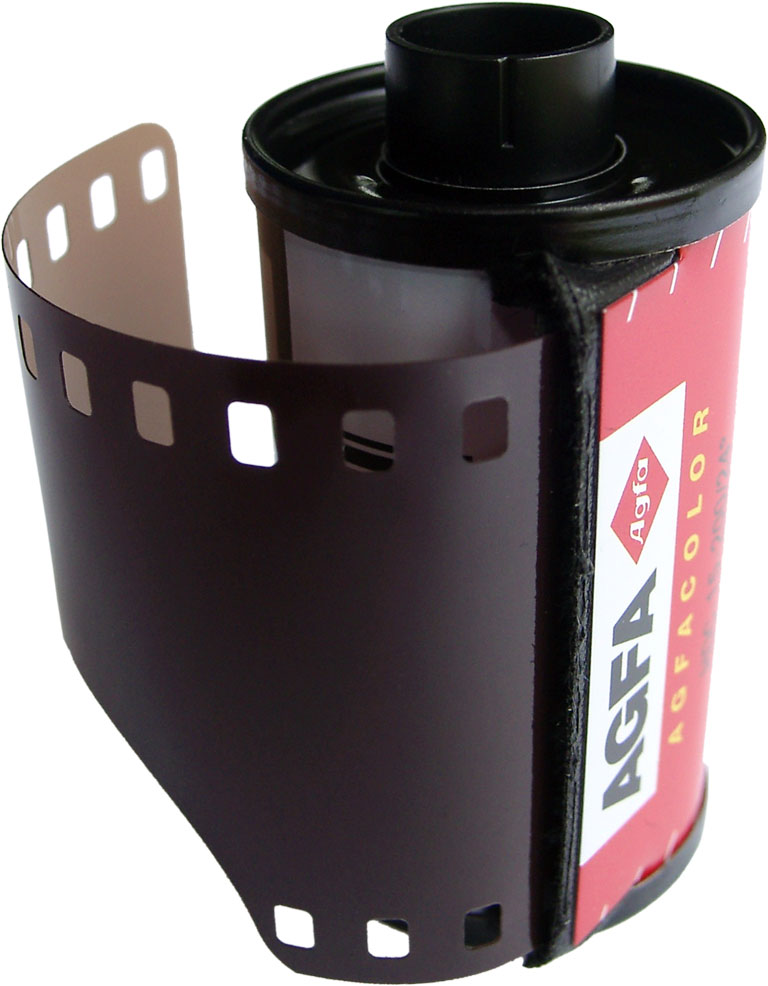
Film 135 (35 mm) dans sa cartouche.

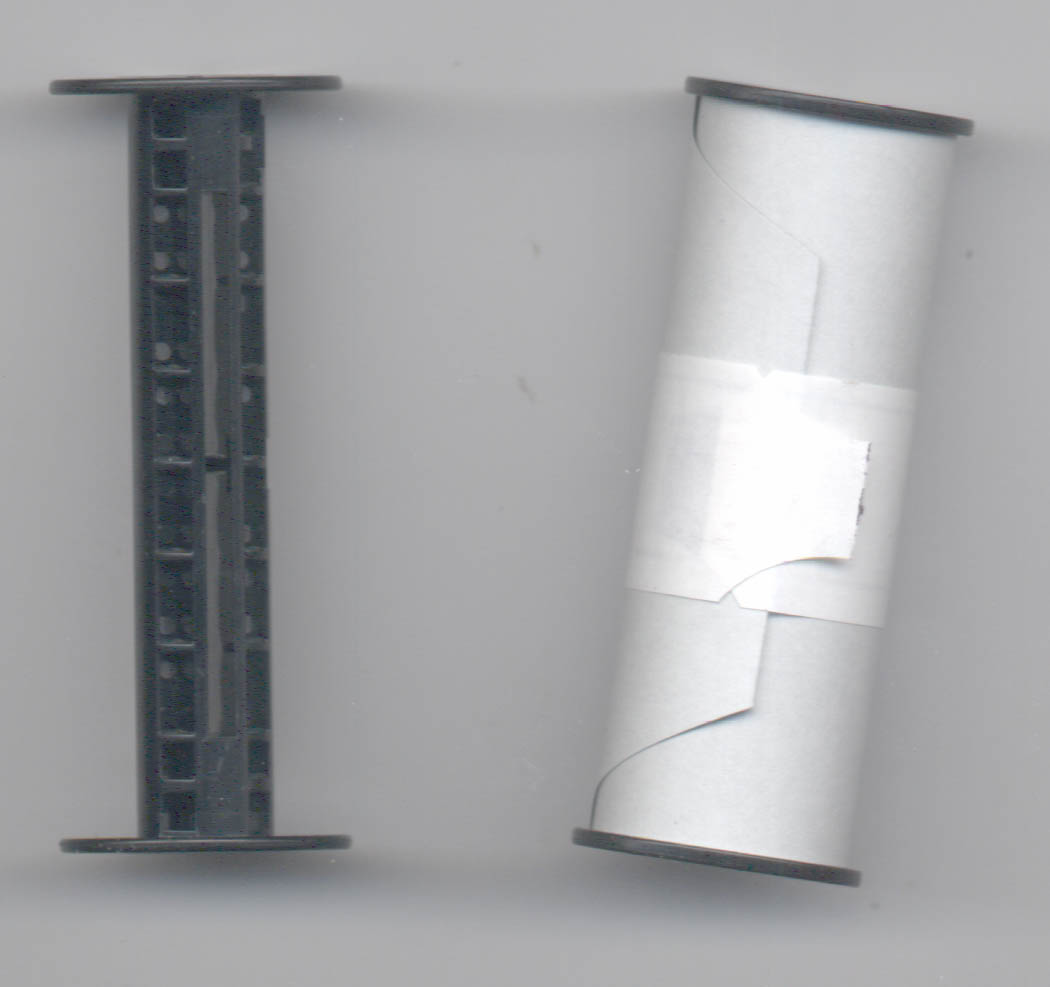
Bobine 120 et un moyeu vide.

Les cartouches 135 portent depuis environ 1985 un code DX permettant à l'appareil de lire différentes informations sur la pellicule ; sensibilité, nombre de vues et latitude d'exposition. À la fin de l'exposition, le film doit être ré-embobiné à l'intérieur de sa cartouche opaque à la lumière.
Les films de format 120 et 220 utilisés par les appareils photographiques de moyen format sont enroulés sur une bobine réceptrice ; leur protection opaque en papier (sur toute la longueur (120) ou finale (220)) les protège de la lumière, à condition de ne pas oublier de la maintenir avec la languette adhésive.

## Les types d'émulsion

### Monochromatiques noir et blanc

#### Films argentiques
C'est directement l'argent métal qui forme l'image négative.
- Film panchromatique : sensible à toute l'étendue du spectre visible. C'est le type de film « par défaut » utilisé en photographie.
- Film orthochromatique : très peu sensible au rouge. Utilisé en reproduction.

#### Film chromogène
Fabriqué suivant le principe des émulsions couleur. L'image est formée par des colorants en lieu et place de l'argent métal. Ce type de film noir et blanc utilise le procédé couleur standardisé C41 et permet d'utiliser les mêmes équipements automatiques de développement, contrairement aux films noir et blancs classiques nécessitant un temps de développement variable en fonction du couple film-révélateur.

### Couleurs
- Inversible ou positif : donne des diapositives
- Négatif : utilisé pour tirages sur papier

#### Balance de couleurs
À côté des films les plus courants, dits « lumière du jour », équilibrés pour une température de couleur de 5 500 kelvins (K), existent des films pour la lumière artificielle, équilibrés pour la température de couleur de 3 400 K (type A) des lampes flood, ou de 3 200 K (type B) des lampes à incandescence. Actuellement, les films équilibrés pour la lumière artificielle sont appelés « type T » (pour tungstène).
Il y a eu également des films de type « F » équilibrés pour les lampes flash (au magnésium) blanches (4 000 K) ; ce type a disparu avec la généralisation du flash électronique (5 500 K ou plus).

### Spéciales
- Infrarouge monochrome
- Infrarouge couleurs : image en fausses couleurs

## Principes de fonctionnement

### Pellicule négative noir et blanc
Le film noir et blanc est constitué d'une couche de protection, de cristaux d'halogénure d'argent incorporés à la gélatine, de matière plastique transparente, couche anti-halo contre l'auréole irisée qui se produit autour des contours d'un cliché lorsque le sujet présente des contrastes importants.

### Pellicule négative couleur
Elle permet d'obtenir après développement un film négatif qui devra être tiré sur du papier sensible pour donner une photographie.
Son principe de base est la superposition de trois couches d'émulsions sensibles respectivement aux trois couleurs primaires ; bleu, séparé par une couche filtre jaune des couches vert et rouge. Le filtre jaune bloque la composante bleue de la lumière.
Chacune des trois couches principales comporte des grains de bromure d'argent sensibles à la lumière et un coupleur qui permettra de former un colorant au cours du développement chromogène. Lors de celui-ci, chaque coupleur réagit à proximité des grains d'argent exposés et libère un colorant de couleur complémentaire. Ces colorants sont toutefois insuffisamment sélectifs et « polluent » le rendu des autres couches :
- la couche sensibilisée au bleu se colore en jaune ;
- la couche sensibilisée au vert se colore en magenta avec un secondaire jaune ;
- la couche sensibilisée au rouge se colore en cyan avec des secondaires magenta et jaune.

Pour compenser ces colorations secondaires, un masque est ajouté aux deux dernières couches :
- à la couche « vert » un masque jaune ;
- à la couche « rouge » un masque magenta et jaune soit, en soustractif, rouge.

Ces masques forment lors du développement une image négative qui compense les dominantes indésirables, au prix d'une couleur uniforme orangé qui est filtrée au tirage.
Les couches filtre et anti-halo deviennent transparentes lors du développement.
Les films les plus récents comportent une couche complémentaire sensible au cyan devenant magenta clair pour un rendu optimal des nuances douces notamment de la peau.

### Pellicule positive couleur - diapositive
Le film positif couleur permet d'obtenir directement une photo observable par transparence ou projection, la diapositive.
Le développement des diapositives se fait suivant des procédés spécifiques aux films inversibles.
Dans le cas général des diapositives de type Ektachrome (traitement E6), chacune des trois couches principales comporte des grains sensibles à la lumière qui forment une image négative. Celle-ci est inversée par voile chimique avant de faire agir les coupleurs qui formeront le colorant au cours du développement chromogène :
- la couche sensibilisée au bleu se colore en jaune ;
- la couche sensibilisée au vert se colore en magenta ;
- la couche sensibilisée au rouge se colore en cyan.

Lors de ce développement, les couches filtre et anti-halo deviennent transparentes.
Dans le cas particulier du Kodachrome, le processus est plus complexe avec un traitement couche par couche (inversion puis apport de coupleurs).

## Les caractéristiques du film

### Sensibilité
La sensibilité d'un film est sa capacité à être impressionné par une quantité plus ou moins grande de lumière. Plus un film est sensible, plus l'exposition pourra être réduite.
La sensibilité est indiquée par une valeur en ISO qui associe les anciennes unités ASA et DIN. ASA est encore utilisé dans le langage courant : un film de « 400 ASA » signifie ISO 400.
Les valeurs ISO sont proportionnelles à la sensibilité : un film ISO 200 est deux fois plus sensible qu'un film ISO 100. La valeur de sensibilité ISO des films disponibles varie de 25 à 1 600 en couleur, jusqu'à 3 200 en noir et blanc. Les films standard ont une sensibilité entre 100 et 400.

### Caractéristiques détaillées
Finesse du grain : à technologie égale, plus l'émulsion est sensible, plus le grain est important.

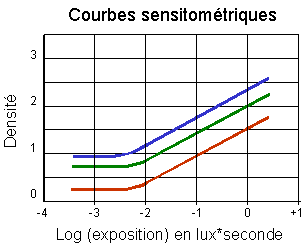
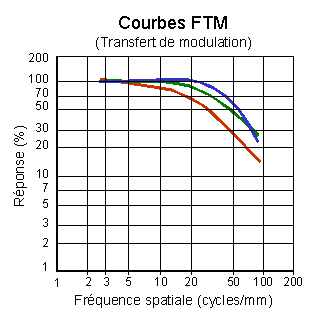
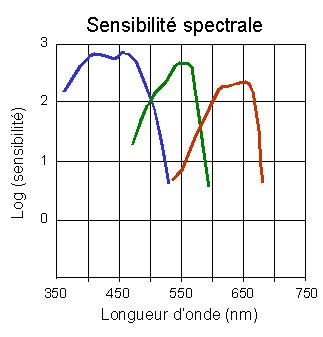

Ses courbes sensitométriques (une par couleur) déterminent le contraste et la saturation obtenus et permettent d'obtenir une exposition optimale.
Le pouvoir résolvant est l'aptitude de l'émulsion du film à séparer les détails les plus fins. Il se mesure en paires de lignes par mm et est fonction du contraste de l'image. Il dépasse couramment 100 paires de lignes/mm dans les émulsions couleur récentes et 200 en noir et blanc. La mesure la plus pertinente de ce pouvoir résolvant est celle de la réponse en fréquence spatiale ou fonction de transfert de modulation (FTM).
Le rendu des couleurs dépend de la qualité de la réponse spectrale de chacune des trois couches et de leur équilibre.

## Traitement
Le traitement argentique fait appel à des procédés chimiques, influencés par des paramètres physiques ; température, concentration des réactifs et temps de réaction.
Chaque type de film (positif ou négatif, noir et blanc ou couleur) suit un procédé différent avec des nuances importantes suivant le fabricant et la génération.